# Simón Planas
Simón Planas è un comune del Venezuela situato nello Stato del Lara.
Il capoluogo del comune è la città di Sarare.